# Чемпионат мира по трековым велогонкам 1911
Чемпионат мира по трековым велогонкам 1911 года прошел в Риме (Италия). Соревнования проводились в двух дисциплинах — в спринте и в гонке за лидером для любителей и для профессионалов отдельно.

## Медалисты
Профессионалы
| Дисциплина       | Золото           | Серебро      | Бронза       |
| Спринт           | Торвальд Эллегор | Леон Урлье   | Жульен Пушуа |
| Гонка за лидером | Жорж Паран       | Луи Даррагон | Джимми Моран |

Любители
| Дисциплина       | Золото       | Серебро         | Бронза             |
| Спринт           | Уильям Бейли | Анджело Ферочи  | Гвидо Гаспаринетти |
| Гонка за лидером | Леон Мередит | Бертюс Мюлкейзе | Пьетро Лори        |